# Academy of Country Music Awards
Die Academy of Country Music Awards (ACM Awards) gehören zu den wichtigsten Auszeichnungen im Bereich der US-amerikanischen Country-Musik. Sie sind der älteste der großen Musikpreise und wurden erstmals 1966 vergeben, zwei Jahre vor den ersten Country Music Association Awards. Die Verleihung findet üblicherweise jedes Jahr im April oder Mai statt.
Aufgeführt sind die wichtigsten Auszeichnungen für Musiker und musikalische Werke. Im Lauf der Jahre wurden die Kategorien immer wieder verändert und angepasst. 1984 kam eine Auszeichnung für Musikvideos hinzu. Daneben gibt es zahlreiche weitere Preise, bspw. für Instrumentalisten, Techniker, Rundfunkmoderatoren oder Sonderpreise für herausragende Leistungen über größere Zeiträume. Meist wurden diese aber nur zeitweise oder nur unregelmäßig vergeben.

## 1966
| Top Female Vocalist:            | Bonnie Owens                 |
| Top Male Vocalist:              | Buck Owens                   |
| Man of the Year:                | Roger Miller                 |
| Best Vocal Group:               | Bonnie Owens & Merle Haggard |
| Most Promising Female Vocalist: | Kay Adams                    |
| Most Promising Male Vocalist:   | Merle Haggard                |
| Songwriter of the Year:         | Roger Miller                 |

## 1967
| Top Female Vocalist:            | Bonnie Guitar                                                                      |
| Top Male Vocalist:              | Merle Haggard                                                                      |
| Man of the Year:                | Dean Martin                                                                        |
| Top Vocal Group:                | Bonnie Owens & Merle Haggard                                                       |
| Most Promising Female Vocalist: | Cathie Taylor                                                                      |
| Most Promising Male Vocalist:   | Billy Mize                                                                         |
| Most Promising Vocal Group:     | Bob Morris & Faye Hardin                                                           |
| Song of the Year:               | Apartment #9 von Bobby Austin – Autoren: Bobby Austin, Fuzzy Owen, Johnny Paycheck |

## 1968
| Top Female Vocalist:            | Lynn Anderson                                                     |
| Top Male Vocalist:              | Glen Campbell                                                     |
| Man of the Year:                | Joey Bishop                                                       |
| Top Duo:                        | Bonnie Owens & Merle Haggard                                      |
| Top Vocal Group:                | The Sons of the Pioneers                                          |
| Most Promising Female Vocalist: | Bobbie Gentry                                                     |
| Most Promising Male Vocalist:   | Jerry Inman                                                       |
| Album of the Year:              | Gentle on My Mind von Glen Campbell                               |
| Single Record of the Year:      | Gentle on My Mind von Glen Campbell                               |
| Song of the Year:               | It’s Such a Pretty World Today von Wynn Stewart – Autor: Dale Noe |

## 1969
| Top Female Vocalist:            | Cathie Taylor                                                   |
| Top Male Vocalist:              | Glen Campbell                                                   |
| Man of the Year:                | Tom Smothers                                                    |
| Top Vocal Group:                | Johnny & Jonie Mosby                                            |
| Most Promising Female Vocalist: | Cheryl Poole                                                    |
| Most Promising Male Vocalist:   | Ray Sanders                                                     |
| Album of the Year:              | Glen Campbell & Bobbie Gentry von Glen Campbell & Bobbie Gentry |
| Single Record of the Year:      | Little Green Apples von Roger Miller                            |
| Song of the Year:               | Wichita Lineman von Glen Campbell – Autor: Jimmy Webb           |

## 1970
| Top Female Vocalist:            | Tammy Wynette                                                                    |
| Top Male Vocalist:              | Merle Haggard                                                                    |
| Man of the Year:                | Frank Peppiatt und John Aylesworth                                               |
| Top Vocal Group:                | The Kimberleys                                                                   |
| Most Promising Female Vocalist: | Donna Fargo                                                                      |
| Most Promising Male Vocalist:   | Freddy Weller                                                                    |
| Album of the Year:              | Okie from Muskogee von Merle Haggard                                             |
| Single Record of the Year:      | Okie from Muskogee von Merle Haggard                                             |
| Song of the Year:               | Okie from Muskogee von Merle Haggard – Autoren: Roy Edward Burris, Merle Haggard |

## 1971
| Entertainer of the Year:        | Merle Haggard                                                |
| Top Female Vocalist:            | Lynn Anderson                                                |
| Top Male Vocalist:              | Merle Haggard                                                |
| Man of the Year:                | Hugh Cherry                                                  |
| Top Vocal Group:                | The Kimberleys                                               |
| Most Promising Female Vocalist: | Sammi Smith                                                  |
| Most Promising Male Vocalist:   | Buddy Alan                                                   |
| Album of the Year:              | For the Good Times von Ray Price                             |
| Single Record of the Year:      | For the Good Times von Ray Price                             |
| Song of the Year:               | For the Good Times von Ray Price – Autor: Kris Kristofferson |

## 1972
| Entertainer of the Year:        | Freddie Hart                                       |
| Top Female Vocalist:            | Loretta Lynn                                       |
| Top Male Vocalist:              | Freddie Hart                                       |
| Man of the Year:                | Walter Knott                                       |
| Top Vocal Group:                | Conway Twitty & Loretta Lynn                       |
| Most Promising Female Vocalist: | Barbara Mandrell                                   |
| Most Promising Male Vocalist:   | Tony Booth                                         |
| Album of the Year:              | Easy Lovin’ von Freddie Hart                       |
| Single Record of the Year:      | Easy Lovin’ von Freddie Hart                       |
| Song of the Year:               | Easy Lovin’ von Freddie Hart – Autor: Freddie Hart |

## 1973
| Entertainer of the Year:        | Roy Clark                                                                      |
| Top Female Vocalist:            | Donna Fargo                                                                    |
| Top Male Vocalist:              | Merle Haggard                                                                  |
| Man of the Year:                | Lawrence Welk                                                                  |
| Top Vocal Group:                | Statler Brothers                                                               |
| Most Promising Female Vocalist: | Tanya Tucker                                                                   |
| Most Promising Male Vocalist:   | Johnny Rodriguez                                                               |
| Pioneer Award:                  | Stuart Hamblen                                                                 |
| Album of the Year:              | The Happiest Girl in the Whole U.S.A. von Donna Fargo                          |
| Single Record of the Year:      | The Happiest Girl in the Whole U.S.A. von Donna Fargo                          |
| Song of the Year:               | The Happiest Girl in the Whole U.S.A. von Donna Fargo – Autorin: Yvonne Silver |

## 1974
| Entertainer of the Year:        | Roy Clark                                                  |
| Top Female Vocalist:            | Loretta Lynn                                               |
| Top Male Vocalist:              | Charlie Rich                                               |
| Top Vocal Duet or Group:        | Brush Arbor                                                |
| Most Promising Female Vocalist: | Olivia Newton-John                                         |
| Most Promising Male Vocalist:   | Dorsey Burnette                                            |
| Album of the Year:              | Behind Closed Doors von Charlie Rich                       |
| Single Record of the Year:      | Behind Closed Doors von Charlie Rich                       |
| Song of the Year:               | Behind Closed Doors von Charlie Rich – Autor: Kenny O’Dell |

## 1975
| Entertainer of the Year:        | Mac Davis                                        |
| Top Female Vocalist:            | Loretta Lynn                                     |
| Top Male Vocalist:              | Merle Haggard                                    |
| Top Vocal Group:                | Conway Twitty & Loretta Lynn                     |
| Most Promising Female Vocalist: | Linda Ronstadt                                   |
| Most Promising Male Vocalist:   | Mickey Gilley                                    |
| Album of the Year:              | Back Home Again von John Denver                  |
| Single Record of the Year:      | Country Bumpkin von Cal Smith                    |
| Song of the Year:               | Country Bumpkin von Cal Smith – Autor: Don Wayne |

## 1976
| Entertainer of the Year:         | Loretta Lynn                                             |
| Top Female Vocalist of the Year: | Loretta Lynn                                             |
| Top Male Vocalist of the Year:   | Conway Twitty                                            |
| Top Vocal Group:                 | Conway Twitty & Loretta Lynn                             |
| Most Promising Female Vocalist:  | Crystal Gayle                                            |
| Most Promising Male Vocalist:    | Freddy Fender                                            |
| Album of the Year:               | Feelings von Loretta Lynn & Conway Twitty                |
| Single Record of the Year:       | Rhinestone Cowboy von Glen Campbell                      |
| Song of the Year:                | Rhinestone Cowboy von Glen Campbell – Autor: Larry Weiss |

## 1977
| Entertainer of the Year:         | Mickey Gilley                                                                            |
| Top Female Vocalist of the Year: | Crystal Gayle                                                                            |
| Top Male Vocalist of the Year:   | Mickey Gilley                                                                            |
| Top Vocal Group:                 | Conway Twitty & Loretta Lynn                                                             |
| Most Promising Female Vocalist:  | Billie Jo Spears                                                                         |
| Most Promising Male Vocalist:    | Moe Bandy                                                                                |
| Album of the Year:               | Gilley’s Smoking von Mickey Gilley                                                       |
| Single Record of the Year:       | Bring It On Home von Mickey Gilley                                                       |
| Song of the Year:                | Don’t the Girls All Get Prettier at Closing Time von Mickey Gilley – Autor: Baker Knight |

## 1978
| Entertainer of the Year:         | Dolly Parton                                                 |
| Top Female Vocalist of the Year: | Crystal Gayle                                                |
| Top Male Vocalist of the Year:   | Kenny Rogers                                                 |
| Top Vocal Group:                 | Statler Brothers                                             |
| Top New Female Vocalist:         | Debby Boone                                                  |
| Top New Male Vocalist:           | Eddie Rabbitt                                                |
| Album of the Year:               | Kenny Rogers von Kenny Rogers                                |
| Single Record of the Year:       | Lucille von Kenny Rogers                                     |
| Song of the Year:                | Lucille von Kenny Rogers – Autoren: Roger Bowling, Hal Bynum |

## 1979
| Entertainer of the Year:   | Kenny Rogers                                         |
| Top Female Vocalist:       | Barbara Mandrell                                     |
| Top Male Vocalist:         | Kenny Rogers                                         |
| Top Vocal Group:           | Oak Ridge Boys                                       |
| Top New Female Vocalist:   | Christy Lane                                         |
| Top New Male Vocalist:     | John Conlee                                          |
| Album of the Year:         | Y’All Come Back Saloon von den Oak Ridge Boys        |
| Single Record of the Year: | Tulsa Time von Don Williams                          |
| Song of the Year:          | You Needed Me von Anne Murray – Autor: Randy Goodrum |

## 1980
| Entertainer of the Year:   | Willie Nelson                                                                      |
| Top Female Vocalist:       | Crystal Gayle                                                                      |
| Top Male Vocalist:         | Larry Gatlin                                                                       |
| Top Vocal Group:           | Moe Bandy & Joe Stampley                                                           |
| Top New Female Vocalist:   | Lacy J. Dalton und Sylvia                                                          |
| Top New Male Vocalist:     | R. C. Bannon                                                                       |
| Album of the Year:         | Straight Ahead von Larry Gatlin                                                    |
| Single Record of the Year: | All the Gold in California – Larry Gatlin & Gatlin Bros.                           |
| Song of the Year:          | It’s a Cheatin’ Situation von Moe Bandy – Autoren: Sony Throckmorton, Curly Putman |

## 1981
| Entertainer of the Year:   | Barbara Mandrell                                                                     |
| Top Female Vocalist:       | Dolly Parton                                                                         |
| Top Male Vocalist:         | George Jones                                                                         |
| Top Vocal Duet:            | Moe Bandy & Joe Stampley                                                             |
| Top Vocal Group:           | Alabama                                                                              |
| Top New Female Vocalist:   | Terri Gibbs                                                                          |
| Top New Male Vocalist:     | Johnny Lee                                                                           |
| Album of the Year:         | Urban Cowboy (Soundtrack) – Produzent: Irving Azoff                                  |
| Single Record of the Year: | He Stopped Loving Her Today von George Jones                                         |
| Song of the Year:          | He Stopped Loving Her Today von George Jones – Autoren: Bobby Braddock, Curly Putman |

## 1982
| Entertainer of the Year:   | Alabama |
| Top Female Vocalist:       | Barbara Mandrell                                                                                             |
| Top Male Vocalist:         | Merle Haggard                                                                                                |
| Top Vocal Duet:            | Shelly West & David Frizzell                                                                                 |
| Top Vocal Group:           | Alabama |
| Top New Female Vocalist:   | Juice Newton                                                                                                 |
| Top New Male Vocalist:     | Ricky Skaggs                                                                                                 |
| Album of the Year:         | Feels So Right von Alabama                                                                                   |
| Single Record of the Year: | Elvira von den Oak Ridge Boys                                                                                |
| Song of the Year:          | You’re the Reason God Made Oklahoma von David Frizzell & Shelly West – Autoren: Larry Collins, Sandy Pinkard |

## 1983
| Entertainer of the Year:   | Alabama                                                                 |
| Top Female Vocalist:       | Sylvia                                                                  |
| Top Male Vocalist:         | Ronnie Milsap                                                           |
| Top Vocal Duet:            | Shelly West & David Frizzell                                            |
| Top Vocal Group:           | Alabama                                                                 |
| Top New Female Vocalist:   | Karen Brooks                                                            |
| Top New Male Vocalist:     | Michael Martin Murphey                                                  |
| Album of the Year:         | Always on My Mind von Willie Nelson                                     |
| Single Record of the Year: | Always on My Mind von Willie Nelson                                     |
| Song of the Year:          | Are the Good Times Really Over von Merle Haggard – Autor: Merle Haggard |

## 1984
| Entertainer of the Year:   | Alabama                                                                        |
| Top Female Vocalist:       | Janie Fricke                                                                   |
| Top Male Vocalist:         | Lee Greenwood                                                                  |
| Top Vocal Duet:            | Dolly Parton & Kenny Rogers                                                    |
| Top Vocal Group:           | Alabama                                                                        |
| Top New Female Vocalist:   | Gus Hardin                                                                     |
| Top New Male Vocalist:     | Jim Glaser                                                                     |
| Album of the Year:         | The Closer You Get von Alabama                                                 |
| Single Record of the Year: | Islands in the Stream von Kenny Rogers & Dolly Parton                          |
| Song of the Year:          | The Wind Beneath My Wings von Gary Morris – Autoren: Larry Henley, Jeff Silbar |

## 1985
| Entertainer of the Year:         | Alabama                                                                            |
| Top Female Vocalist:             | Reba McEntire                                                                      |
| Top Male Vocalist:               | George Strait                                                                      |
| Top Vocal Duet:                  | The Judds                                                                          |
| Top Vocal Group:                 | Alabama                                                                            |
| Top New Female Vocalist:         | Nicolette Larson                                                                   |
| Top New Male Vocalist:           | Vince Gill                                                                         |
| Album of the Year:               | Roll On von Alabama                                                                |
| Single Record of the Year:       | To All the Girls I’ve Loved Before von Willie Nelson und Julio Iglesias            |
| Song of the Year:                | Why Not Me von den Judds – Autoren: Harlan Howard, Brent Maher, Sonny Throckmorton |
| Country Music Video of the Year: | All My Rowdy Friends Are Coming Over Tonight von Hank Williams Jr.                 |

## 1986
| Entertainer of the Year:   | Alabama |
| Top Female Vocalist:       | Reba McEntire |
| Top Male Vocalist:         | George Strait |
| Top Vocal Duet:            | The Judds |
| Top Vocal Group:           | Alabama |
| Top New Female Vocalist:   | Judy Rodman |
| Top New Male Vocalist:     | Randy Travis |
| Album of the Year:         | Does Fort Worth Ever Cross Your Mind von George Strait                                                                  |
| Single Record of the Year: | Highwayman von Willie Nelson, Waylon Jennings, Johnny Cash und Kris Kristofferson                                       |
| Song of the Year:          | Lost in the Fifties Tonight (In the Still of the Night) von Ronnie Milsap – Autoren: Fred Parris, Mike Reid, Troy Seals |
| Country Video of the Year: | Who’s Gonna Fill Their Shoes von George Jones                                                                           |

## 1987
| Entertainer of the Year:         | Hank Williams Jr.                                                          |
| Top Female Vocalist:             | Reba McEntire                                                              |
| Top Male Vocalist:               | Randy Travis                                                               |
| Top Vocal Duet:                  | The Judds                                                                  |
| Top Vocal Group:                 | Forester Sisters                                                           |
| Top New Female Vocalist:         | Holly Dunn                                                                 |
| Top New Male Vocalist:           | Dwight Yoakam                                                              |
| Album of the Year:               | Storms of Life von Randy Travis                                            |
| Single Record of the Year:       | On the Other Hand von Randy Travis                                         |
| Song of the Year:                | On the Other Hand von Randy Travis – Autoren: Paul Overstreet, Don Schlitz |
| Country Music Video of the Year: | Whoever’s in New England von Reba McEntire                                 |

## 1988
| Entertainer of the Year:         | Hank Williams Jr.                                                              |
| Top Female Vocalist:             | Reba McEntire                                                                  |
| Top Male Vocalist:               | Randy Travis                                                                   |
| Top Vocal Duet:                  | The Judds                                                                      |
| Top Vocal Group:                 | Highway 101                                                                    |
| Top New Female Vocalist:         | K. T. Oslin                                                                    |
| Top New Male Vocalist:           | Ricky Van Shelton                                                              |
| Album of the Year:               | Trio von Dolly Parton, Linda Ronstadt und Emmylou Harris.                      |
| Single Record of the Year:       | Forever and Ever Amen von Randy Travis                                         |
| Song of the Year:                | Forever and Ever Amen von Randy Travis – Autoren: Paul Overstreet, Don Schlitz |
| Country Music Video of the Year: | 80’s Ladies von K. T. Oslin                                                    |

## 1989
| Entertainer of the Year:         | Hank Williams Jr.                                                                      |
| Top Female Vocalist:             | K. T. Oslin                                                                            |
| Top Male Vocalist:               | George Strait                                                                          |
| Top Vocal Duet:                  | The Judds                                                                              |
| Top Vocal Group:                 | Highway 101                                                                            |
| Top New Female Vocalist:         | Suzy Bogguss                                                                           |
| Top New Male Vocalist:           | Rodney Crowell                                                                         |
| Album of the Year:               | This Woman von K. T. Oslin                                                             |
| Single Record of the Year:       | Eighteen Wheels and a Dozen Roses von Kathy Mattea                                     |
| Song of the Year:                | Eighteen Wheels and a Dozen Roses von Kathy Mattea – Autoren: Gene Nelson, Paul Nelson |
| Country Music Video of the Year: | Young Country von Hank Williams Jr.                                                    |

## 1990
| Entertainer of the Year:         | George Strait                                                       |
| Top Female Vocalist:             | Kathy Mattea                                                        |
| Top Male Vocalist:               | Clint Black                                                         |
| Top Vocal Duet:                  | The Judds                                                           |
| Top Vocal Group:                 | Restless Heart                                                      |
| Top New Female Vocalist:         | Mary Chapin Carpenter                                               |
| Top New Male Vocalist:           | Clint Black                                                         |
| Top New Vocal Duet or Group:     | Kentucky HeadHunters                                                |
| Album of the Year:               | Killin’ Time von Clint Black                                        |
| Single Record of the Year:       | A Better Man von Clint Black                                        |
| Song of the Year:                | Where’ve You Been von Kathy Mattea – Autoren: Jon Vezner, Don Henry |
| Country Music Video of the Year: | There’s a Tear in My Beer von Hank Williams Jr.                     |

## 1991
| Entertainer of the Year:         | Garth Brooks                                   |
| Top Female Vocalist:             | Reba McEntire                                  |
| Top Male Vocalist:               | Garth Brooks                                   |
| Top Vocal Duet:                  | The Judds                                      |
| Top Vocal Group:                 | Shenandoah                                     |
| Top New Female Vocalist:         | Shelby Lynne                                   |
| Top New Male Vocalist:           | Alan Jackson                                   |
| Top New Vocal Duet or Group:     | Pirates of the Mississippi                     |
| Album of the Year:               | No Fences von Garth Brooks                     |
| Single Record of the Year:       | Friends in Low Places von Garth Brooks         |
| Song of the Year:                | The Dance von Garth Brooks – Autor: Tony Arata |
| Country Music Video of the Year: | The Dance von Garth Brooks                     |

## 1992
| Entertainer of the Year:     | Garth Brooks                                                                     |
| Top Female Vocalist:         | Reba McEntire                                                                    |
| Top Male Vocalist:           | Garth Brooks                                                                     |
| Top Vocal Duet:              | Brooks & Dunn                                                                    |
| Top Vocal Group:             | Diamond Rio                                                                      |
| Top New Female Vocalist:     | Trisha Yearwood                                                                  |
| Top New Male Vocalist:       | Billy Dean                                                                       |
| Top New Vocal Duet or Group: | Brooks & Dunn                                                                    |
| Album of the Year:           | Don’t Rock the Jukebox von Alan Jackson                                          |
| Single Record of the Year:   | Don’t Rock the Jukebox von Alan Jackson                                          |
| Song of the Year:            | Somewhere in My Broken Heart von Billy Dean – Autoren: Billy Dean, Richard Leigh |
| Video of the Year:           | Is There Life out There? von Reba McEntire                                       |

## 1993
| Entertainer of the Year:     | Garth Brooks                                                                    |
| Top Female Vocalist:         | Mary Chapin Carpenter                                                           |
| Top Male Vocalist:           | Vince Gill                                                                      |
| Top Vocal Duet:              | Brooks & Dunn                                                                   |
| Top Vocal Group:             | Diamond Rio                                                                     |
| Top New Female Vocalist:     | Michelle Wright                                                                 |
| Top New Male Vocalist:       | Tracy Lawrence                                                                  |
| Top New Vocal Duet or Group: | Confederate Railroad                                                            |
| Album of the Year:           | Brand New Man von Brooks & Dunn                                                 |
| Single Record of the Year:   | Boot Scootin’ Boogie von Brooks & Dunn                                          |
| Song of the Year:            | I Still Believe in You von Vince Gill – Autoren: Vince Gill, John Barlow Jarvis |
| Video of the Year:           | Two Sparrows in a Hurricane von Tanya Tucker                                    |

## 1994
| Entertainer of the Year:     | Garth Brooks                                                                                  |
| Top Female Vocalist:         | Wynonna                                                                                       |
| Top Male Vocalist:           | Vince Gill                                                                                    |
| Top Vocal Duet:              | Brooks & Dunn                                                                                 |
| Top Vocal Group:             | Little Texas                                                                                  |
| Top New Female Vocalist:     | Faith Hill                                                                                    |
| Top New Male Vocalist:       | John Michael Montgomery                                                                       |
| Top New Vocal Duet or Group: | Gibson Miller Band                                                                            |
| Album of the Year:           | A Lot About Livin’ (And a Little ’Bout Love) von Alan Jackson                                 |
| Single Record of the Year:   | Chattahoochee von Alan Jackson                                                                |
| Song of the Year:            | I Love the Way You Love Me von John Michael Montgomery – Autoren: Victoria Shaw, Chuck Cannon |
| Video of the Year:           | We Shall Be Free von Garth Brooks                                                             |

## 1995
| Entertainer of the Year:     | Reba McEntire                                                             |
| Top Female Vocalist:         | Reba McEntire                                                             |
| Top Male Vocalist:           | Alan Jackson                                                              |
| Top Vocal Duet:              | Brooks & Dunn                                                             |
| Top Vocal Group:             | The Mavericks                                                             |
| Top New Female Vocalist:     | Chely Wright                                                              |
| Top New Male Vocalist:       | Tim McGraw                                                                |
| Top New Vocal Duet or Group: | The Mavericks                                                             |
| Album of the Year:           | Not a Moment Too Soon von Tim McGraw                                      |
| Single Record of the Year:   | I Swear von John Michael Montgomery                                       |
| Song of the Year:            | I Swear von John Michael Montgomery – Autoren: Gary Baker, Frank J. Myers |
| Video of the Year:           | The Red Strokes von Garth Brooks                                          |

## 1996
| Entertainer of the Year:   | Brooks & Dunn                                                                          |
| Top Female Vocalist:       | Patty Loveless                                                                         |
| Top Male Vocalist:         | Alan Jackson                                                                           |
| Top Vocal Duet:            | Brooks & Dunn                                                                          |
| Top Vocal Group:           | The Mavericks                                                                          |
| Top New Female Vocalist:   | Shania Twain                                                                           |
| Top New Male Vocalist:     | Bryan White                                                                            |
| Top New Duet/Group:        | Lonestar                                                                               |
| Album of the Year:         | The Woman in Me von Shania Twain                                                       |
| Single Record of the Year: | Check Yes or No von George Strait                                                      |
| Song of the Year:          | The Keeper of the Stars von Tracy Byrd – Autoren: Dickey Lee, Karen Staley, Danny Mayo |
| Video of the Year:         | The Car von Jeff Carson                                                                |

## 1997
| Entertainer of the Year:   | Brooks & Dunn                           |
| Top Female Vocalist:       | Patty Loveless                          |
| Top Male Vocalist:         | George Strait                           |
| Top Vocal Duet:            | Brooks & Dunn                           |
| Top Vocal Group:           | Sawyer Brown                            |
| Top New Female Vocalist:   | LeAnn Rimes                             |
| Top New Male Vocalist:     | Trace Adkins                            |
| Top New Duet/Group:        | Ricochet                                |
| Album of the Year:         | Blue Clear Sky von George Strait        |
| Single Record of the Year: | Blue von LeAnn Rimes                    |
| Song of the Year:          | Blue von LeAnn Rimes – Autor: Bill Mack |
| Video of the Year:         | I Think About You von Collin Raye       |

## 1998
| Entertainer of the Year:     | Garth Brooks                                                       |
| Top Female Vocalist:         | Trisha Yearwood                                                    |
| Top Male Vocalist:           | George Strait                                                      |
| Top Vocal Duo/Group:         | Brooks & Dunn                                                      |
| Top New Female Vocalist:     | Lee Ann Womack                                                     |
| Top New Male Vocalist:       | Kenny Chesney                                                      |
| Top New Vocal Duet or Group: | The Kinleys                                                        |
| Album of the Year:           | Carrying Your Love with Me von George Strait                       |
| Single Record of the Year:   | It’s Your Love von Tim McGraw & Faith Hill                         |
| Song of the Year:            | It’s Your Love von Tim McGraw & Faith Hill – Autor: Stephony Smith |
| Video of the Year:           | It’s Your Love von Tim McGraw & Faith Hill                         |
| Vocal Event of the Year:     | It’s Your Love von Tim McGraw & Faith Hill                         |

## 1999
| Entertainer of the Year:     | Garth Brooks                                                                          |
| Top Female Vocalist:         | Faith Hill                                                                            |
| Top Male Vocalist:           | Tim McGraw                                                                            |
| Top Vocal Duo/Group:         | Dixie Chicks                                                                          |
| Top New Female Vocalist:     | Jo Dee Messina                                                                        |
| Top New Male Vocalist:       | Mark Wills                                                                            |
| Top New Vocal Duet or Group: | Dixie Chicks                                                                          |
| Album of the Year:           | Wide Open Spaces von den Dixie Chicks                                                 |
| Single Record of the Year:   | This Kiss von Faith Hill                                                              |
| Song of the Year:            | Holes in the Floor of Heaven von Steve Wariner – Autoren: Steve Wariner, Billy Kirsch |
| Video of the Year:           | This Kiss von Faith Hill                                                              |
| Vocal Event of the Year:     | Just to Hear You Say That You Love Me von Faith Hill mit Tim McGraw                   |

## 2000
| Entertainer of the Year:     | Shania Twain                                                         |
| Top Female Vocalist:         | Faith Hill                                                           |
| Top Male Vocalist:           | Tim McGraw                                                           |
| Top Vocal Duo/Group:         | Dixie Chicks                                                         |
| Top New Female Vocalist:     | Jessica Andrews                                                      |
| Top New Male Vocalist:       | Brad Paisley                                                         |
| Top New Vocal Duet or Group: | Montgomery Gentry                                                    |
| Album of the Year:           | Fly von den Dixie Chicks                                             |
| Single Record of the Year:   | Amazed von Lonestar                                                  |
| Song of the Year:            | Amazed von Lonestar – Autoren: Marv Green, Chris Lindsey, Aimee Mayo |
| Video of the Year:           | Breathe von Faith Hill                                               |
| Vocal Event of the Year:     | When I Said I Do von Clint Black & Lisa Hartman Black                |

## 2001
| Entertainer of the Year:     | Dixie Chicks                                                                                             |
| Top Female Vocalist:         | Faith Hill                                                                                               |
| Top Male Vocalist:           | Toby Keith                                                                                               |
| Top Vocal Duo:               | Brooks & Dunn                                                                                            |
| Top Vocal Group:             | Dixie Chicks                                                                                             |
| Top New Female Vocalist:     | Jamie O’Neal                                                                                             |
| Top New Male Vocalist:       | Keith Urban                                                                                              |
| Top New Vocal Duet or Group: | Rascal Flatts                                                                                            |
| Album of the Year:           | How Do You Like Me Now?! von Toby Keith                                                                  |
| Single Record of the Year:   | I Hope You Dance von Lee Ann Womack                                                                      |
| Song of the Year:            | I Hope You Dance von Lee Ann Womack featuring Sons of the Desert – Autoren: Mark D. Sanders, Tia Sillers |
| Video of the Year:           | Goodbye Earl von den Dixie Chicks                                                                        |
| Vocal Event of the Year:     | I Hope You Dance von Lee Ann Womack featuring Sons of the Desert                                         |

## 2002
| Entertainer of the Year:     | Brooks & Dunn                                                                          |
| Top Female Vocalist:         | Martina McBride                                                                        |
| Top Male Vocalist:           | Alan Jackson                                                                           |
| Top Vocal Duo:               | Brooks & Dunn                                                                          |
| Top Vocal Group:             | Lonestar                                                                               |
| Top New Female Vocalist:     | Carolyn Dawn Johnson                                                                   |
| Top New Male Vocalist:       | Phil Vassar                                                                            |
| Top New Vocal Duet or Group: | Trick Pony                                                                             |
| Album of the Year:           | O Brother, Where Art Thou? (Filmsoundtrack) – Produzent: T-Bone Burnett                |
| Single Record of the Year:   | Where Were You (When the World Stopped Turning) von Alan Jackson                       |
| Song of the Year:            | Where Were You (When the World Stopped Turning) von Alan Jackson – Autor: Alan Jackson |
| Video of the Year:           | Only in America von Brooks & Dunn                                                      |
| Vocal Event of the Year:     | I Am a Man of Constant Sorrow von den Soggy Bottom Boys                                |

## 2003
| Entertainer of the Year:    | Toby Keith                                                                        |
| Top Female Vocalist:        | Martina McBride                                                                   |
| Top Male Vocalist:          | Kenny Chesney                                                                     |
| Top Vocal Duo:              | Brooks & Dunn                                                                     |
| Top Vocal Group:            | Rascal Flatts                                                                     |
| Top New Female Vocalist:    | Kellie Coffey                                                                     |
| Top New Male Vocalist:      | Joe Nichols                                                                       |
| Top New Vocal Duo or Group: | Emerson Drive                                                                     |
| Album of the Year:          | Drive von Alan Jackson                                                            |
| Single Record of the Year:  | The Good Stuff von Kenny Chesney                                                  |
| Song of the Year:           | I’m Movin’ On von den Rascal Flatts – Phillip Brian White, David Vincent Williams |
| Video of the Year:          | Drive (For Daddy Gene) von Alan Jackson                                           |
| Vocal Event of the Year:    | Mendocino County Line von Willie Nelson & Lee Ann Womack                          |

## 2004
| Entertainer of the Year:         | Toby Keith                                                                     |
| Top Female Vocalist of the Year: | Martina McBride                                                                |
| Top Male Vocalist of the Year:   | Toby Keith                                                                     |
| Top Vocal Duo of the Year:       | Brooks & Dunn                                                                  |
| Top Vocal Group of the Year:     | Rascal Flatts                                                                  |
| Top New Artist of the Year:      | Dierks Bentley                                                                 |
| Album of the Year:               | Shock’n Y’ All von Toby Keith                                                  |
| Single Record of the Year:       | It’s Five O’Clock Somewhere von Alan Jackson & Jimmy Buffett                   |
| Song of the Year:                | Three Wooden Crosses von Randy Travis – Autoren: Douglas Johnson, Kim Williams |
| Video of the Year:               | Beer for My Horses von Toby Keith und Willie Nelson                            |
| Vocal Event of the Year:         | It’s Five O’Clock Somewhere von Alan Jackson & Jimmy Buffett                   |

## 2005
| Entertainer of the Year:         | Kenny Chesney                                                                 |
| Top Female Vocalist of the Year: | Gretchen Wilson                                                               |
| Top Male Vocalist of the Year:   | Keith Urban                                                                   |
| Top Vocal Duo of the Year:       | Brooks & Dunn                                                                 |
| Top Vocal Group of the Year:     | Rascal Flatts                                                                 |
| Top New Artist of the Year:      | Gretchen Wilson                                                               |
| Album of the Year:               | Be Here von Keith Urban                                                       |
| Single Record of the Year:       | Live Like You Were Dying von Tim McGraw                                       |
| Song of the Year:                | Live Like You Were Dying von Tim McGraw – Autoren: Craig Wiseman, Tim Nichols |
| Video of the Year:               | Whiskey Lullaby von Brad Paisley & Alison Krauss                              |
| Vocal Event of the Year:         | Whiskey Lullaby von Brad Paisley & Alison Krauss                              |

## 2006
| Entertainer of the Year:    | Kenny Chesney                                                   |
| Top Female Vocalist:        | Sara Evans                                                      |
| Top Male Vocalist:          | Keith Urban                                                     |
| Top Vocal Duo:              | Brooks & Dunn                                                   |
| Top Vocal Group:            | Rascal Flatts                                                   |
| Top New Female Vocalist:    | Carrie Underwood                                                |
| Top New Male Vocalist:      | Jason Aldean                                                    |
| Top New Vocal Duo or Group: | Sugarland                                                       |
| Album of the Year:          | Time Well Wasted von Brad Paisley                               |
| Single Record of the Year:  | Jesus Take the Wheel von Carrie Underwood                       |
| Song of the Year:           | Believe von Brooks & Dunn – Autoren: Craig Wiseman, Ronnie Dunn |
| Video of the Year:          | When I Get Where I’m Going von Brad Paisley & Dolly Parton      |
| Vocal Event of the Year:    | When I Get Where I’m Going von Brad Paisley & Dolly Parton      |

## 2007
| Entertainer of the Year:    | Kenny Chesney                                                                        |
| Top Female Vocalist:        | Carrie Underwood                                                                     |
| Top Male Vocalist:          | Brad Paisley                                                                         |
| Top Vocal Duo:              | Brooks & Dunn                                                                        |
| Top Vocal Group:            | Rascal Flatts                                                                        |
| Top New Female Vocalist:    | Miranda Lambert                                                                      |
| Top New Male Vocalist:      | Rodney Atkins                                                                        |
| Top New Vocal Duo or Group: | Little Big Town                                                                      |
| Album of the Year:          | Some Hearts von Carrie Underwood                                                     |
| Single Record of the Year:  | Give It Away von George Strait                                                       |
| Song of the Year:           | Give It Away von George Strait – Autoren: Bill Anderson, Buddy Cannon, Jamey Johnson |
| Video of the Year:          | Before He Cheats von Carrie Underwood                                                |
| Vocal Event of the Year:    | Building Bridges von Brooks & Dunn, Vince Gill und Sheryl Crow                       |

## 2008
| Entertainer of the Year:    | Kenny Chesney                                                                           |
| Top Female Vocalist:        | Carrie Underwood                                                                        |
| Top Male Vocalist:          | Brad Paisley                                                                            |
| Top Vocal Duo:              | Brooks & Dunn                                                                           |
| Top Vocal Group:            | Rascal Flatts                                                                           |
| Top New Female Vocalist:    | Taylor Swift                                                                            |
| Top New Male Vocalist:      | Jack Ingram                                                                             |
| Top New Vocal Duo or Group: | Lady Antebellum                                                                         |
| Album of the Year:          | Crazy Ex-Girlfriend von Miranda Lambert                                                 |
| Single Record of the Year:  | Stay von Sugarland                                                                      |
| Song of the Year:           | Stay von Sugarland – Autorin: Jennifer Nettles                                          |
| Video of the Year:          | Online von Brad Paisley                                                                 |
| Vocal Event of the Year:    | Find Out Who Your Friends Are von Tracy Lawrence featuring Tim McGraw und Kenny Chesney |

## 2009
| Entertainer of the Year:    | Carrie Underwood                                                                   |
| Top Female Vocalist:        | Carrie Underwood                                                                   |
| Top Male Vocalist:          | Brad Paisley                                                                       |
| Top Vocal Duo:              | Sugarland                                                                          |
| Top Vocal Group:            | Rascal Flatts                                                                      |
| Top New Female Vocalist:    | Julianne Hough                                                                     |
| Top New Male Vocalist:      | Jake Owen                                                                          |
| Top New Artist:             | Julianne Hough                                                                     |
| Top New Vocal Duo or Group: | Zac Brown Band                                                                     |
| Album of the Year:          | Fearless von Taylor Swift                                                          |
| Single Record of the Year:  | You’re Gonna Miss This von Trace Adkins                                            |
| Song of the Year:           | In Color von Jamey Johnson – Autoren: Jamey Johnson, James Otto, Lee Thomas Miller |
| Video of the Year:          | Waitin’ on a Woman von Brad Paisley                                                |
| Vocal Event of the Year:    | Start a Band von Brad Paisley & Keith Urban                                        |

## 2010
| Entertainer of the Year:           | Carrie Underwood                                                                                   |
| Top Female Vocalist:               | Miranda Lambert                                                                                    |
| Top Male Vocalist:                 | Brad Paisley                                                                                       |
| Top Vocal Duo of the Year:         | Brooks & Dunn                                                                                      |
| Top Vocal Group of the Year:       | Lady Antebellum                                                                                    |
| Top New Artist of the Year:        | Luke Bryan                                                                                         |
| Top New Solo Vocalist of the Year: | Luke Bryan                                                                                         |
| Top New Vocal Duo of the Year:     | Joey + Rory                                                                                        |
| Top New Vocal Group:               | Gloriana                                                                                           |
| Album of the Year:                 | Revolution von Miranda Lambert                                                                     |
| Single Record of the Year:         | Need You Now von Lady Antebellum                                                                   |
| Song of the Year:                  | Need You Now von Lady Antebellum – Autoren: Josh Kear, Hillary Scott, Dave Haywood, Charles Kelley |
| Video of the Year:                 | White Liar von Miranda Lambert                                                                     |
| Vocal Event of the Year:           | Hillbilly Bone von Blake Shelton featuring Trace Adkins                                            |

## 2011
| Entertainer of the Year:            | Taylor Swift                                                                       |
| Female Vocalist of the Year:        | Miranda Lambert                                                                    |
| Male Vocalist of the Year:          | Brad Paisley                                                                       |
| Vocal Duo of the Year:              | Sugarland                                                                          |
| Vocal Group of the Year:            | Lady Antebellum                                                                    |
| New Solo Vocalist of the Year:      | Eric Church                                                                        |
| New Vocal Duo or Group of the Year: | The Band Perry                                                                     |
| New Artist of the Year:             | The Band Perry                                                                     |
| Album of the Year:                  | Need You Now von Lady Antebellum                                                   |
| Single Record of the Year:          | The House That Built Me von Miranda Lambert                                        |
| Song of the Year:                   | The House That Built Me von Miranda Lambert – Autoren: Allen Shamblin, Tom Douglas |
| Video of the Year:                  | The House That Built Me von Miranda Lambert                                        |
| Vocal Event of the Year:            | As She’s Walking Away von der Zac Brown Band und Alan Jackson                      |

## 2012
| Entertainer of the Year:     | Taylor Swift                                                     |
| Female Vocalist of the Year: | Miranda Lambert                                                  |
| Male Vocalist of the Year:   | Blake Shelton                                                    |
| Vocal Duo of the Year:       | Thompson Square                                                  |
| Vocal Group of the Year:     | Lady Antebellum                                                  |
| Top New Artist:              | Scotty McCreery                                                  |
| Album of the Year:           | Four the Record von Miranda Lambert                              |
| Single Record of the Year:   | Don’t You Wanna Stay von Jason Aldean & Kelly Clarkson           |
| Song of the Year:            | Crazy Girl von der Eli Young Band – Autoren: Liz Rose, Lee Brice |
| Video of the Year:           | Red Solo Cup von Toby Keith                                      |
| Vocal Event of the Year:     | Don’t You Wanna Stay von Jason Aldean & Kelly Clarkson           |
| Songwriter of the Year:      | Dallas Davidson                                                  |

## 2013
| Entertainer of the Year:            | Luke Bryan                                                             |
| Female Vocalist of the Year:        | Miranda Lambert                                                        |
| Male Vocalist of the Year:          | Jason Aldean                                                           |
| Vocal Duo of the Year:              | Thompson Square                                                        |
| Vocal Group of the Year:            | Little Big Town                                                        |
| New Female Vocalist of the Year:    | Jana Kramer                                                            |
| New Male Vocalist of the Year:      | Brantley Gilbert                                                       |
| New Artist of the Year:             | Florida Georgia Line                                                   |
| New Vocal Duo or Group of the Year: | Florida Georgia Line                                                   |
| Album of the Year:                  | Chief von Eric Church                                                  |
| Single Record of the Year:          | Over You von Miranda Lambert                                           |
| Song of the Year:                   | Over You von Miranda Lambert – Autoren: Blake Shelton, Miranda Lambert |
| Video of the Year:                  | Tornado von Little Big Town                                            |
| Vocal Event of the Year:            | The Only Way I Know von Eric Church mit Jason Aldean und Luke Bryan    |
| Songwriter of the Year:             | Dallas Davidson                                                        |

## 2014
| Entertainer of the Year:     | George Strait                                                                               |
| Female Vocalist of the Year: | Miranda Lambert                                                                             |
| Male Vocalist of the Year:   | Jason Aldean                                                                                |
| Vocal Duo of the Year:       | Florida Georgia Line                                                                        |
| Vocal Group of the Year:     | The Band Perry                                                                              |
| New Artist of the Year:      | Justin Moore                                                                                |
| Album of the Year:           | Same Trailer Different Park von Kacey Musgraves                                             |
| Single Record of the Year:   | Mama’s Broken Heart von Miranda Lambert                                                     |
| Song of the Year:            | I Drive Your Truck von Lee Brice – Autoren: Connie Harrington, Jessi Alexander, Jimmy Yeary |
| Video of the Year:           | Highway Don’t Care von Tim McGraw, Taylor Swift & Keith Urban                               |
| Vocal Event of the Year:     | We Were Us von Keith Urban & Miranda Lambert                                                |
| Songwriter of the Year:      | Shane McAnally                                                                              |

## 2015
| Entertainer of the Year:     | Luke Bryan                                                                                 |
| Female Vocalist of the Year: | Miranda Lambert                                                                            |
| Male Vocalist of the Year:   | Jason Aldean                                                                               |
| Vocal Duo of the Year:       | Florida Georgia Line                                                                       |
| Vocal Group of the Year:     | Little Big Town                                                                            |
| New Artist of the Year:      | Cole Swindell                                                                              |
| Album of the Year:           | Platinum von Miranda Lambert                                                               |
| Single Record of the Year:   | I Don’t Dance von Lee Brice                                                                |
| Song of the Year:            | Automatic von Miranda Lambert – Autorinnen: Miranda Lambert, Nicolle Galyon, Natalie Hemby |
| Video of the Year:           | Drunk on a Plane von Dierks Bentley                                                        |
| Vocal Event of the Year:     | This Is How We Roll von Florida Georgia Line & Luke Bryan                                  |
| Songwriter of the Year:      | Luke Laird                                                                                 |

## 2016
| Entertainer of the Year:            | Jason Aldean                                                                               |
| Female Vocalist of the Year:        | Miranda Lambert                                                                            |
| Male Vocalist of the Year:          | Chris Stapleton                                                                            |
| Vocal Duo of the Year:              | Florida Georgia Line                                                                       |
| Vocal Group of the Year:            | Little Big Town                                                                            |
| New Female Vocalist of the Year:    | Kelsea Ballerini                                                                           |
| New Male Vocalist of the Year:      | Chris Stapleton                                                                            |
| New Vocal Duo or Group of the Year: | Old Dominion                                                                               |
| Album of the Year:                  | Traveller von Chris Stapleton                                                              |
| Single Record of the Year:          | Die a Happy Man von Thomas Rhett                                                           |
| Song of the Year:                   | Nobody to Blame von Chris Stapleton – Autoren: Barry Bales, Ronnie Bowman, Chris Stapleton |
| Video of the Year:                  | Mr. Misunderstood von Eric Church                                                          |
| Vocal Event of the Year:            | Smokin’ and Drinkin’ von Miranda Lambert featuring Little Big Town                         |
| Songwriter of the Year:             | Ross Copperman                                                                             |

## 2017
| Entertainer of the Year:            | Jason Aldean                                                          |
| Female Vocalist of the Year:        | Miranda Lambert                                                       |
| Male Vocalist of the Year:          | Thomas Rhett                                                          |
| Vocal Duo of the Year:              | Brothers Osborne                                                      |
| Vocal Group of the Year:            | Little Big Town                                                       |
| New Female Vocalist of the Year:    | Maren Morris                                                          |
| New Male Vocalist of the Year:      | Jon Pardi                                                             |
| New Vocal Duo or Group of the Year: | Brothers Osborne                                                      |
| Album of the Year:                  | The Weight of These Wings von Miranda Lambert                         |
| Single Record of the Year:          | H.O.L.Y. von Florida Georgia Line                                     |
| Song of the Year:                   | Die a Happy Man von Thomas Rhett – Autoren: Sean Douglas, Joe Spargur |
| Video of the Year:                  | Forever Country von den Artists of Then, Now & Forever                |
| Vocal Event of the Year:            | May We All von Florida Georgia Line featuring Tim McGraw              |
| Songwriter of the Year:             | Lori McKenna                                                          |

## 2018
| Entertainer of the Year:            | Jason Aldean                                                                     |
| Female Vocalist of the Year:        | Miranda Lambert                                                                  |
| Male Vocalist of the Year:          | Chris Stapleton                                                                  |
| Vocal Duo of the Year:              | Brothers Osborne                                                                 |
| Vocal Group of the Year:            | Old Dominion                                                                     |
| New Female Vocalist of the Year:    | Lauren Alaina                                                                    |
| New Male Vocalist of the Year:      | Brett Young                                                                      |
| New Vocal Duo or Group of the Year: | Midland                                                                          |
| Album of the Year:                  | From A Room: Volume 1 von Chris Stapleton                                        |
| Single Record of the Year:          | Body Like a Back Road von Sam Hunt                                               |
| Song of the Year:                   | Tin Man von Miranda Lambert – Autoren: Jack Ingram, Miranda Lambert, Jon Randall |
| Video of the Year:                  | It Ain’t My Fault von den Brothers Osborne                                       |
| Vocal Event of the Year:            | The Fighter von Keith Urban featuring Carrie Underwood                           |
| Songwriter of the Year:             | Rhett Akins                                                                      |

## 2019
| Entertainer of the Year:       | Keith Urban                                                                   |
| Female Artist of the Year:     | Kacey Musgraves                                                               |
| Male Artist of the Year:       | Thomas Rhett                                                                  |
| Duo of the Year:               | Dan + Shay                                                                    |
| Group of the Year:             | Old Dominion                                                                  |
| New Female Artist of the Year: | Ashley McBryde                                                                |
| New Male Artist of the Year:   | Luke Combs                                                                    |
| New Duo or Group of the Year:  | Lanco                                                                         |
| Album of the Year:             | Golden Hour von Kacey Musgraves                                               |
| Single of the Year:            | Tequila von Dan + Shay                                                        |
| Song of the Year:              | Tequila von Dan + Shay – Autoren: Nicolle Galyon, Jordan Reynolds, Dan Smyers |
| Video of the Year:             | Drunk Girl von Chris Janson                                                   |
| Music Event of the Year:       | Burning Man von Dierks Bentley featuring Brothers Osborne                     |
| Songwriter of the Year:        | Shane McAnally                                                                |

## 2020
| Entertainer of the Year:       | Carrie Underwood und Thomas Rhett |
| Female Artist of the Year:     | Maren Morris |
| Male Artist of the Year:       | Luke Combs |
| Duo of the Year:               | Dan + Shay |
| Group of the Year:             | Old Dominion |
| New Female Artist of the Year: | Tenille Townes |
| New Male Artist of the Year:   | Riley Green |
| Album of the Year:             | What You See Is What You Get von Luke Combs                                                                                             |
| Single of the Year:            | God’s Country von Blake Shelton |
| Song of the Year:              | One Man Band von Old Dominion – Autoren: Josh Osborne, Matthew Ramsey, Trevor Rosen, Brad Tursi                                         |
| Video of the Year:             | Remember You Young von Thomas Rhett |
| Music Event of the Year:       | Fooled Around and Fell in Love von Miranda Lambert featuring Maren Morris, Ashley McBryde, Tenille Townes, Caylee Hammack und Elle King |
| Songwriter of the Year:        | Hillary Lindsey |

## 2021
| Entertainer of the Year:       | Luke Bryan                                                                     |
| Female Artist of the Year:     | Maren Morris                                                                   |
| Male Artist of the Year:       | Thomas Rhett                                                                   |
| Duo of the Year:               | Dan + Shay                                                                     |
| Group of the Year:             | Old Dominion                                                                   |
| New Female Artist of the Year: | Gabby Barrett                                                                  |
| New Male Artist of the Year:   | Jimmie Allen                                                                   |
| Album of the Year:             | Starting Over von Chris Stapleton                                              |
| Single of the Year:            | I Hope You’re Happy Now von Carly Pearce & Lee Brice                           |
| Song of the Year:              | The Bones von Maren Morris – Autoren: Jimmy Robbins, Maren Morris, Laura Veltz |
| Video of the Year:             | Worldwide Beautiful von Kane Brown                                             |
| Music Event of the Year:       | I Hope You’re Happy Now von Carly Pearce & Lee Brice                           |
| Songwriter of the Year:        | Hillary Lindsey                                                                |

## 2022
| Entertainer of the Year:       | Miranda Lambert                                                                     |
| Female Artist of the Year:     | Carly Pearce                                                                        |
| Male Artist of the Year:       | Chris Stapleton                                                                     |
| Duo of the Year:               | Brothers Osborne                                                                    |
| New Female Artist of the Year: | Lainey Wilson                                                                       |
| New Male Artist of the Year:   | Parker McCollum                                                                     |
| Album of the Year:             | Dangerous: The Double Album von Morgan Wallen                                       |
| Single of the Year:            | If I Didn't Love You von Jason Aldean und Carrie Underwood                          |
| Song of the Year:              | Things a Man Oughta Know von Lainey Wilson – Autoren: Jason Nix, Jonathan Singleton |
| Video of the Year:             | Drunk (And I Don’t Wanna Go Home) von Elle King and Miranda Lambert                 |
| Music Event of the Year:       | Never Wanted to Be That Girl von Carly Pearce und Ashley McBryde                    |
| Songwriter of the Year:        | Hardy                                                                               |

## 2023
| Entertainer of the Year:       | Chris Stapleton |
| Female Artist of the Year:     | Lainey Wilson |
| Male Artist of the Year:       | Morgan Wallen |
| Duo of the Year:               | Brothers Osborne |
| New Female Artist of the Year: | Hailey Whitters |
| New Male Artist of the Year:   | Zach Bryan |
| Album of the Year:             | Bell Bottom Country von Lainey Wilson |
| Single of the Year:            | She Had Me at Heads Carolina von Cole Swindell |
| Song of the Year:              | She Had Me at Heads Carolina von Cole Swindell – Autoren: Cole Swindell, Ashley Gorley, Jesse Frasure, Thomas Rhett, Mark D. Sanders, Tim Nichols |
| Video of the Year:             | Wait in the Truck von Hardy & Lainey Wilson |
| Music Event of the Year:       | Wait in the Truck von Hardy & Lainey Wilson |
| Songwriter of the Year:        | Ashley Gorley |

## 2024
| Entertainer of the Year:       | Lainey Wilson                                                                                           |
| Female Artist of the Year:     | Lainey Wilson                                                                                           |
| Male Artist of the Year:       | Chris Stapleton                                                                                         |
| Duo of the Year:               | Dan + Shay                                                                                              |
| Group of the Year:             | Old Dominion                                                                                            |
| New Female Artist of the Year: | Megan Moroney                                                                                           |
| New Male Artist of the Year:   | Nate Smith                                                                                              |
| New Duo or Group of the Year:  | Tigirlily Gold                                                                                          |
| Album of the Year:             | Higher von Chris Stapleton                                                                              |
| Single of the Year:            | Fast Car von Luke Combs                                                                                 |
| Song of the Year:              | Next Thing You Know von Jordan Davis – Autoren: Jordan Davis, Chase McGill, Greylan James, Josh Osborne |
| Visual Media of the Year:      | Burn It Down von Parker McCollum                                                                        |
| Music Event of the Year:       | Save Me von Jelly Roll (mit Lainey Wilson)                                                              |
| Songwriter of the Year:        | Jessie Jo Dillon                                                                                        |
| Artist-Songwriter of the Year: | Chris Stapleton                                                                                         |